# Hakea adnata
Hakea adnata är en tvåhjärtbladig växtart som beskrevs av Robert Brown. Hakea adnata ingår i släktet Hakea och familjen Proteaceae. Inga underarter finns listade i Catalogue of Life.